# Andreas Hermansen (fodboldspiller, født 1997)
 For alternative betydninger, se Andreas Hermansen. (Se også artikler, som begynder med Andreas Hermansen)
Andreas Probst Hermansen (født 12. november 1997 i Roskilde, Danmark) er en dansk fodboldspiller, der spiller for Boldklubben Frem. Han er i familie med tidligere fodbolddommer Anders Hermansen.

## Karriere

### FC Roskilde
Den 6. juni 2023 blev det offentliggjort, at Andreas Hermansen forladt FC Roskilde. Han nåede at spille 152 kampe og score 3 mål i alt for klubben.

### Gørslev IF
Den 10. juli 2023 skiftede Andreas Hermansen til Gørslev IF. Han nåede at spille 35 kampe og score 2 mål for klubben.

### Boldklubben Frem
Den 28. juni 2024 skiftede Andreas Hermansen til Boldklubben Frem.
Den 3. august 2024 debuterede han for Frem i en 2. divisionskamp imod Skive IK, som endte med en 1-0 sejr på Valby Stadion. Han startede kampen, men blev skiftet ud i det 83. minut i stedet for Berkay Sahin.